# Resolutie 1270 Veiligheidsraad Verenigde Naties
Resolutie 1270 van de Veiligheidsraad van de Verenigde Naties werd unaniem door de VN-Veiligheidsraad aangenomen op 22 oktober 1999.

## Achtergrond
In Sierra Leone waren al jarenlang etnische spanningen tussen verschillende bevolkingsgroepen. In 1978 werd het een eenpartijstaat met een regering die gekenmerkt werd door corruptie en wanbeheer van onder meer de belangrijke diamantmijnen. Intussen was in buurland Liberia al een bloedige burgeroorlog aan de gang, en in 1991 braken ook in Sierra Leone vijandelijkheden uit. In de volgende jaren kwamen twee junta's aan de macht, waarvan vooral de laatste een schrikbewind voerde. Zij werden eind 1998 met behulp van buitenlandse troepen verjaagd, maar begonnen begin 1999 een bloedige terreurcampagne. Pas in 2002 legden ze de wapens neer.

## Inhoud

### Handelingen
Overheid en rebellen in Sierra Leone hadden belangrijke stappen genomen om het vredesakkoord van 7 juli uit te voeren. Ook waren voorbereidingen getroffen voor de ontwapening, demobilisatie en re-integratie van ex-strijders, waaronder kindsoldaten. Nu werden de RUF-rebellen opgeroepen de wapens neer te leggen.
Recent hadden rebellengroepen wel gijzelaars genomen, waaronder UNOMSIL- en ECOMOG-personeel. Zij speelden een belangrijke rol in de veiligheid, stabiliteit en bescherming van de bevolking in Sierra Leone.
De Veiligheidsraad besloot tot de oprichting van de UNAMSIL-missie gedurende 6 maanden. Die moest samen met de partijen werken aan de uitvoering van het vredesakkoord, ontwapeningscentra openen voor de rebellen, toezien op het staakt-het-vuren en meewerken aan de levering van humanitaire hulp en de verkiezingen in het land.
De missie zou bestaan uit maximaal 6000 militairen, waaronder 260 militaire waarnemers, en de taken van de voorgaande UNOMSIL-waarnemingsmissie, die wordt beëindigd, overnemen. Verder mocht ze de nodige maatregelen nemen om haar eigen veiligheid en bewegingsvrijheid te verzekeren en daarnaast burgers te beschermen tegen directe bedreigingen.
Ten slotte moest ervoor gezorgd worden dat vluchtelingen terug naar huis konden keren, moest in verdere humanitaire hulp worden voorzien en moest er iets gedaan worden voor de vele kinderen die door het conflict waren getroffen.

## Verwante resoluties
- Resolutie 1245 Veiligheidsraad Verenigde Naties
- Resolutie 1260 Veiligheidsraad Verenigde Naties
- Resolutie 1289 Veiligheidsraad Verenigde Naties (2000)
- Resolutie 1299 Veiligheidsraad Verenigde Naties (2000)

Lijst ·  1220 ·  1221 ·  1222 ·  1223 ·  1224 ·  1225 ·  1226 ·  1227 ·  1228 ·  1229 ·  1230 ·  1231 ·  1232 ·  1233 ·  1234 ·  1235 ·  1236 ·  1237 ·  1238 ·  1239 ·  1240 ·  1241 ·  1242 ·  1243 ·  1244 ·  1245 ·  1246 ·  1247 ·  1248 ·  1249 ·  1250 ·  1251 ·  1252 ·  1253 ·  1254 ·  1255 ·  1256 ·  1257 ·  1258 ·  1259 ·  1260 ·  1261 ·  1262 ·  1263 ·  1264 ·  1265 ·  1266 ·  1267 ·  1268 ·  1269 ·  1270 ·  1271 ·  1272 ·  1273 ·  1274 ·  1275 ·  1276 ·  1277 ·  1278 ·  1279 ·  1280 ·  1281 ·  1282 ·  1283 ·  1284